# Archiac
Archiac ist eine französische Gemeinde mit 762 Einwohnern (Stand 1. Januar 2022) im Département Charente-Maritime in der Region Nouvelle-Aquitaine; sie gehört zum Kanton Jonzac im Arrondissement Jonzac.
Nachbargemeinden von Archiac sind Saint-Palais-du-Né im Norden, Saint-Eugène im Osten, Arthenac im Süden und Sainte-Lheurine im Westen.

## Bevölkerungsentwicklung
| Jahr                       | 1962 | 1968 | 1975 | 1982 | 1990 | 1999 | 2008 | 2019 |
| Einwohner                  | 813  | 856  | 890  | 868  | 837  | 864  | 813  | 782  |
| Quellen: Cassini und INSEE |      |      |      |      |      |      |      |      |

## Sehenswürdigkeiten
- Pfarrkirche St-Pierre
- Teilweise restaurierter Turmrest der während der Revolution endgültig zerstörten Burg aus dem 9./11. Jahrhundert; der Turm wurde im 19. Jahrhundert als Windmühle genutzt, erhielt dann um 1900 den heute sichtbaren Zinnenkranz. (Privatbesitz, nicht zugänglich)
- Château Bernier von 1914 (Privatbesitz, nicht zugänglich), in der Nähe der während der Revolution zerstörten Burg
- Brücke aus dem Jahr 1830
- Dolmen in der Nähe von Lavaure

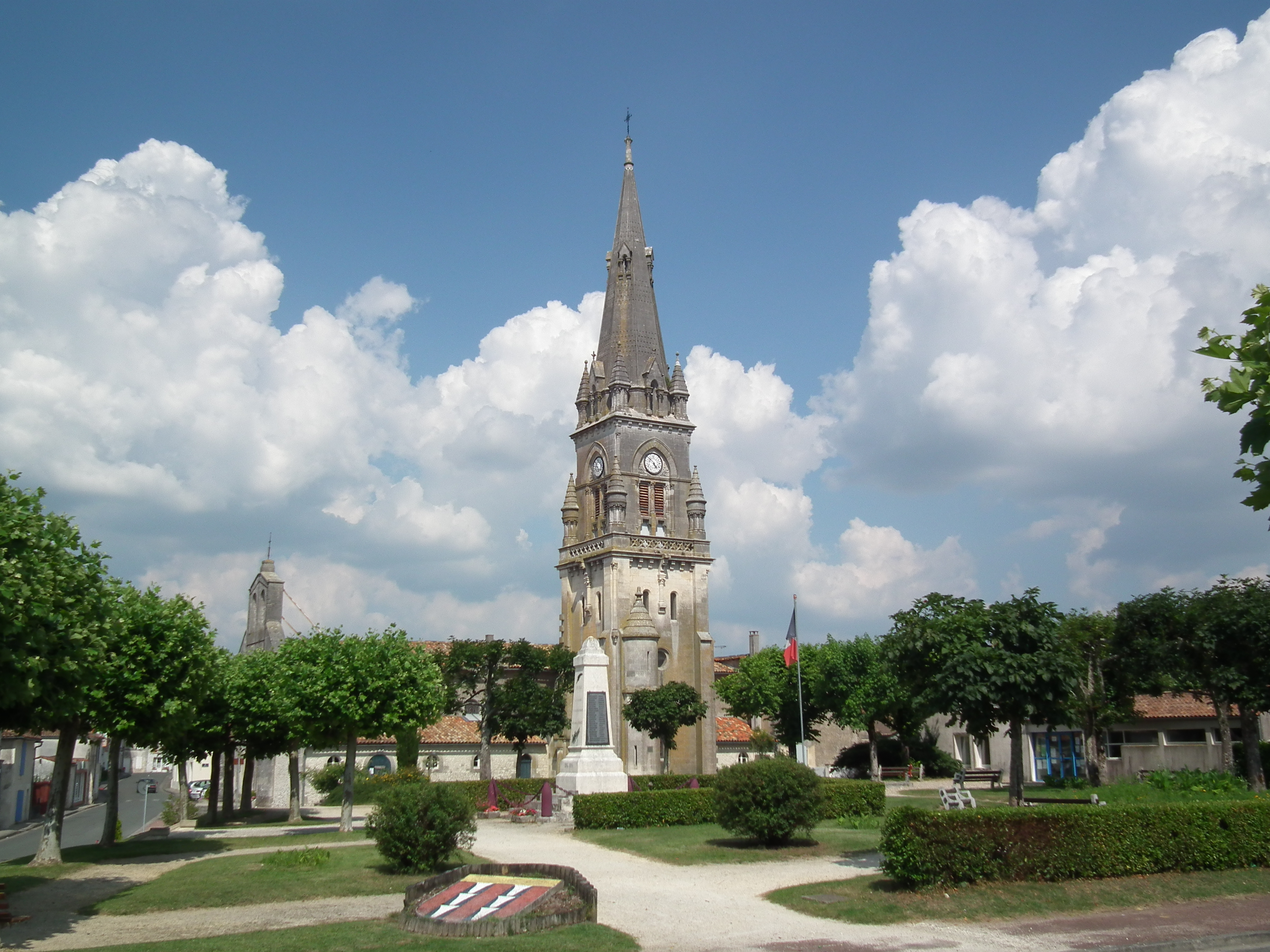
Ortszentrum
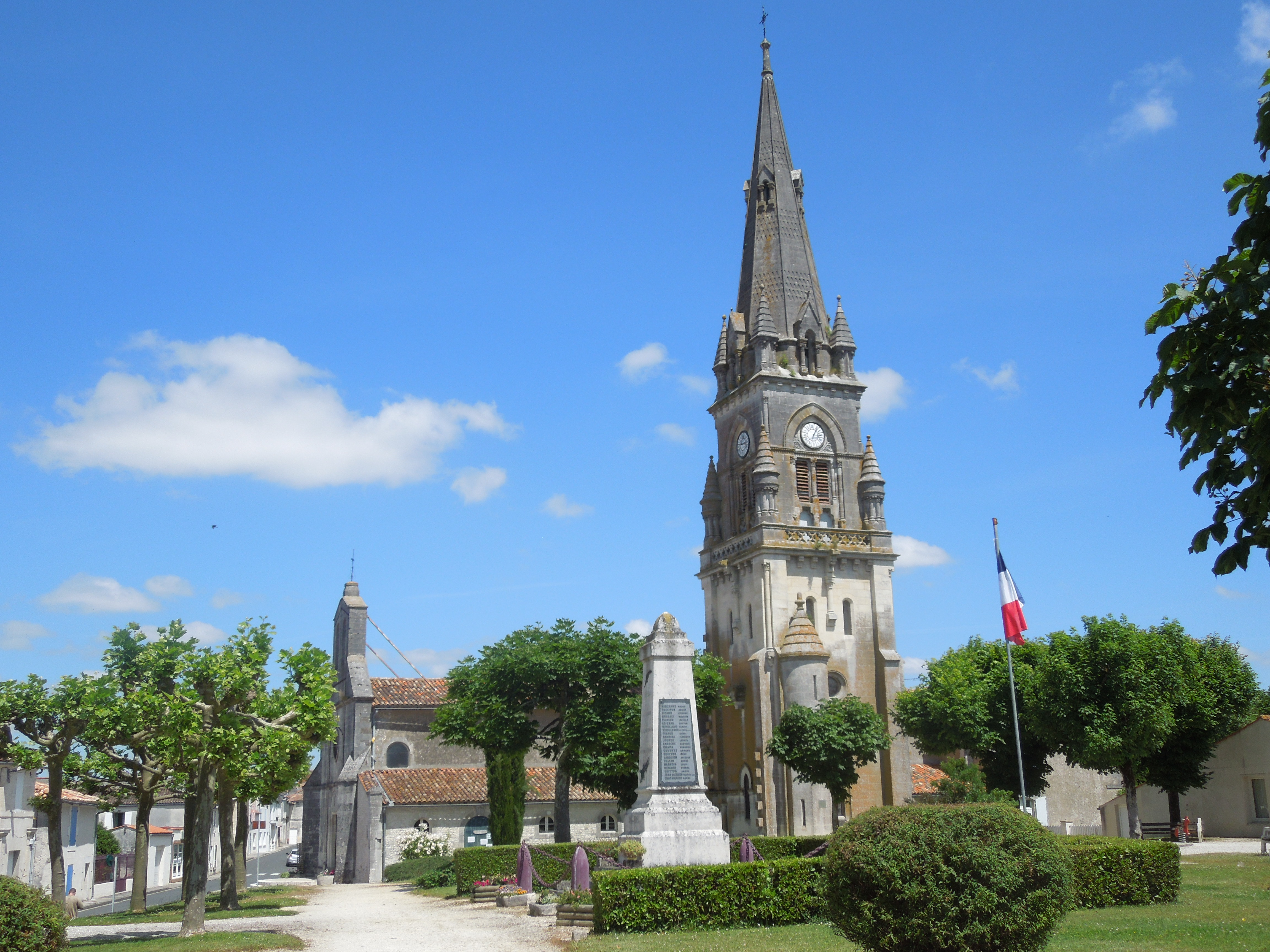
Pfarrkirche St-Pierre
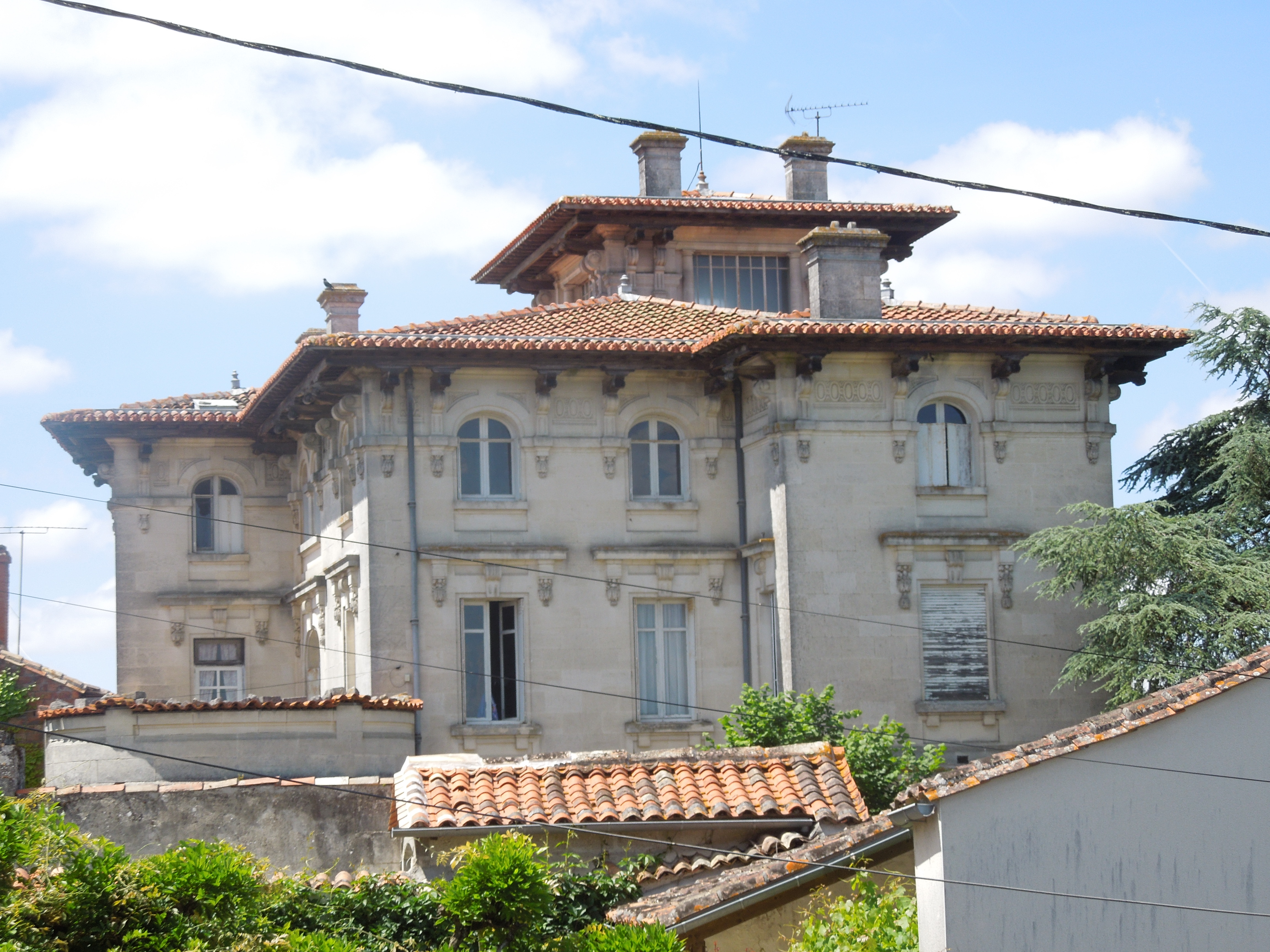
Château Bernier von Westen
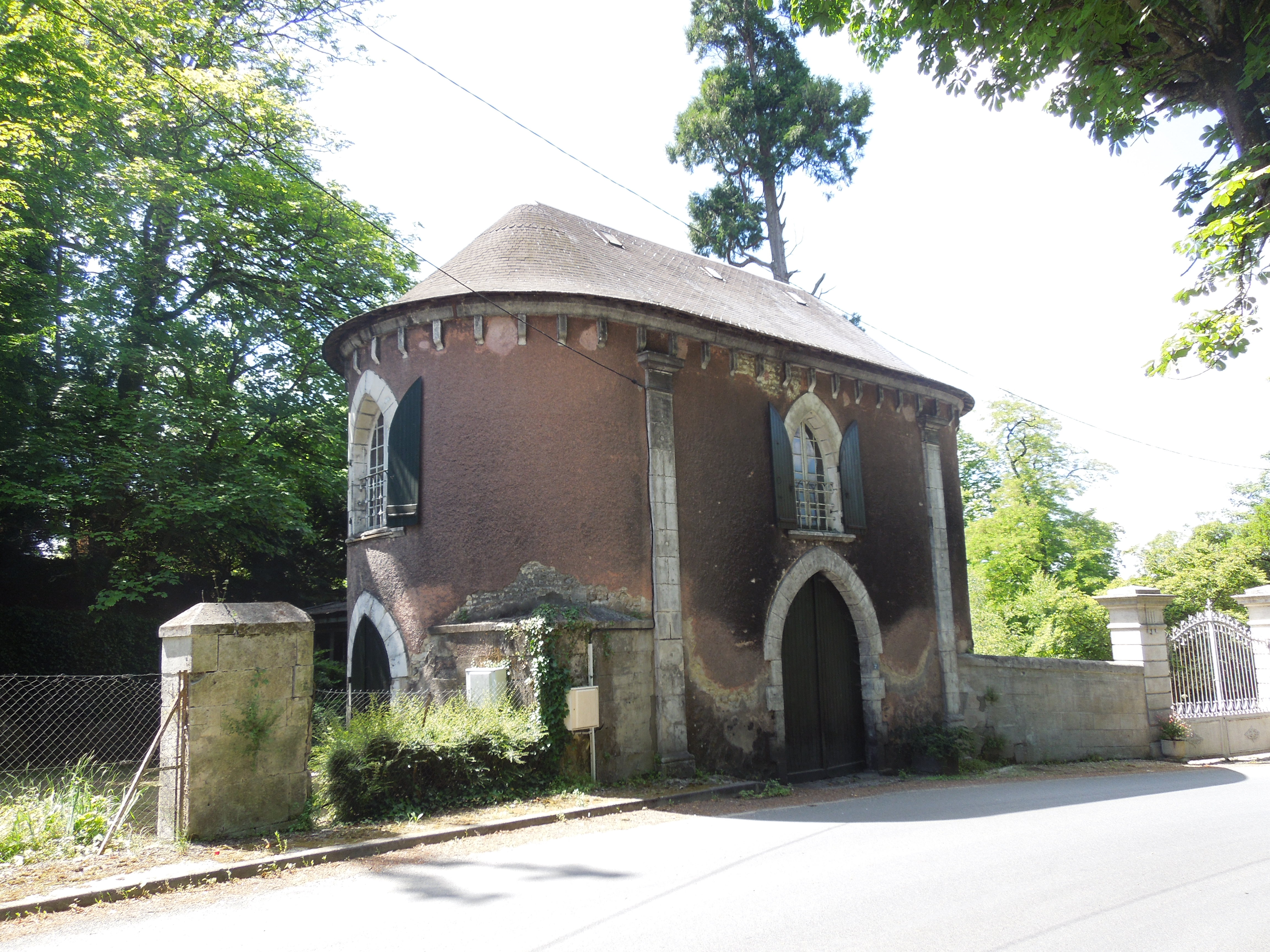
Torhaus zum Schlosspark des Château Bernier
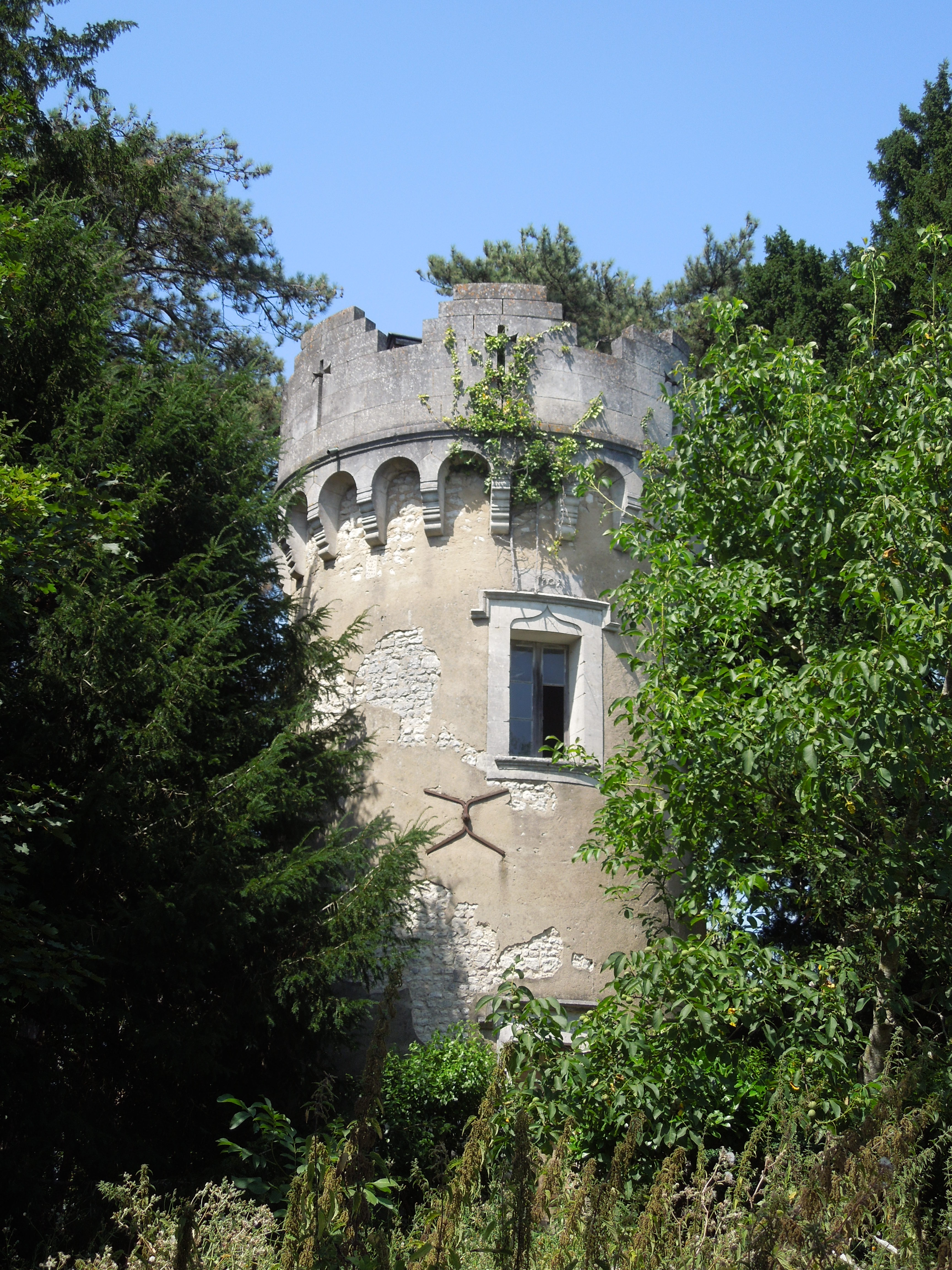
Rest der während der Revolution zerstörten Burg